# Aenigmatopoeus kohli
Aenigmatopoeus kohli är en tvåvingeart som beskrevs av Schmitz 1915. Aenigmatopoeus kohli ingår i släktet Aenigmatopoeus och familjen puckelflugor. Inga underarter finns listade i Catalogue of Life.